# Генріх Кезе
Генріх Кезе (нім. Heinrich Keese; 18 квітня 1918, Гамельн — 27 травня 2006, Бад-Пірмонт) — німецький офіцер, майор резерву вермахту (28 березня 1945). Кавалер Лицарського хреста Залізного хреста з дубовим листям.

## Біографія
1 листопада 1938 року вступив в 20-й саперний батальйон 20-ї моторизованої (з 1943 року — панцергренадерської) дивізії. Під час Польської кампанії служив зв'язковим в штабі батальйону, під час Французької кампанії — в 3-й роті; був поранений у боях в Аррасі. З червня 1941 року брав участь в Німецько-радянській війні. В червні 1942 року відправлений на офіцерські курси і 1 лютого 1943 року повернувся в свій батальйон, з січня 1944 року — командир 2-ї роти. Восени 1944 року відзначився в боях біля Баранова і на Віслі. З грудня 1944 року — 20-го саперного батальйону. Вів оборонні бої в районі Шпроттау, потім — в Берліні. 22 квітня 1945 року важко поранений у бою в районі Берлін-Кепенік. Захоплений радянськими військами разом з лікарняним транспортом, але потім, як важко поранений, був переданий британській власті.

## Нагороди
- Залізний хрест
  - 2-го класу (13 липня 1941)
  - 1-го класу (6 червня 1942)
- Нагрудний знак «За участь у загальних штурмових атаках» 1-го ступеня
- Нагрудний знак «За поранення» в золоті
- Німецький хрест в золоті (3 січня 1944)
- Почесна застібка на орденську стрічку для Сухопутних військ (№3624; 27 липня 1944)
- Лицарський хрест Залізного хреста з дубовим листям
  - лицарський хрест (20 жовтня 1944)
  - дубове листя (№805; 28 березня 1945)
- Нагрудний знак ближнього бою в сріблі